# Atlético Esperanzano
El Atlético Esperanzano es un club de fútbol hondureño, con sede en La Esperanza. Participa en la Liga de Ascenso de Honduras.
En la temporada 2022-23 le presta su categoría al Oro Verde de Santa Rita, Yoro, para la temporada 2025-26, regresa a la Segunda División pero jugara con el nombre de Oro Verde Fútbol Club

## Estadio
El club juega en el Estadio Romualdo Bueso con capacidad para unos 3,000 espectadores y cuenta con iluminación para partidos nocturnos.